# Hadrogryllacris modesta
Hadrogryllacris modesta är en insektsart som först beskrevs av Brunner von Wattenwyl 1888.  Hadrogryllacris modesta ingår i släktet Hadrogryllacris och familjen Gryllacrididae. Inga underarter finns listade i Catalogue of Life.